# 4111-es mellékút (Magyarország)
A 4111-es számú mellékút egy bő 12 kilométeres hosszúságú, négy számjegyű mellékút Szabolcs-Szatmár-Bereg vármegye északi részén: Kisvárda központjának északkeleti szélétől húzódik Mezőladányig.

## Nyomvonala
Kisvárda belterületén, a város északkeleti részei között ágazik ki a 4145-ös útból, annak a 7+700-as kilométerszelvénye táján lévő körforgalomból, kelet-északkeleti irányban. [Ugyanebből a körforgalomból ágazik ki, hellyel-közzel keleti irányban a 4109-es út, a 4145-ös pedig nagyjából északi irányban halad tovább innen, emiatt is viseli e városrész és a közeli vasúti megállóhely a Hármasút nevet.] Jéki út néven halad a belterület széléig, amit alig több mint fél kilométer után el is ér, majd áthalad egy újabb körforgalmon, ahol a város egyik elkerülő útszakaszának számító 4155-ös utat keresztezi.
2,1 kilométer után egy rövid szakaszon Fényeslitke déli határvonalát kíséri, majd egy hasonlóan kurta, alig 300 méternyi szakasza Pap legészakibb határszélei között húzódik. 2,7 kilométer megtétele után Jéke területére lép, e községet nagyjából a 4. kilométerénél éri el. A központban, a 4+450-es kilométerszelvényénél kiágazik belőle dél felé a 41 106-os számú mellékút, mely a falu délnyugati széléig vezet; 5,5 kilométer után pedig kilép a lakott területről.
Még a 6. kilométere előtt átlép Tornyospálca határai közé, a belterület déli szélét bő fél kilométerrel arrébb éri el, ahol a Jékei utca nevet veszi fel. A központba érve Rákóczi utca, majd Kossuth utca lesz a neve; a 10+350-es kilométerszelvényénél kiágazik belőle dél felé a 41 315-ös számú mellékút a Mátészalka–Záhony-vasútvonal Tornyospálca vasútállomásának kiszolgálására, majd keresztezi is az út a vasutat. Utolsó belterületi szakasza a Vasút utca nevet viseli, majd szinte észrevétlenül ér át Mezőladány házai közé (a két település itt jóformán összenőtt). Mezőladányban előbb a Jókai  Mór utca, majd a Dózsa György utca nevet veszi fel, az utóbbi néven ér véget a község központjában, beletorkollva a 4115-ös útba, annak a 22+250-es kilométerszelvénye közelében.
Teljes hossza, az országos közutak térképes nyilvántartását szolgáló kira.kozut.hu adatbázisa szerint 12,131 kilométer.

## Története
1934-ben teljes hosszában mellékútként kiépült, autóbusz-forgalmat is bonyolító útvonal volt.

## Települések az út mentén
- Kisvárda
- (Fényeslitke)
- (Pap)
- Jéke
- Tornyospálca
- Mezőladány